# K. Humpy
K. Humpy (Koneru Humpy; * 31. März 1987 in Gudivada bei Vijayawada, Andhra Pradesh) ist eine indische Schachspielerin.  Sie ist die Weltmeisterin im Schnellschach 2024.

## Leben
Ihr ursprünglicher Name ist Hampi, den ihre Eltern aber später in Humpy änderten. Sie erlernte das Schachspiel im Alter von fünf Jahren von ihrem Vater K. Ashok, der später seinen Beruf als Chemielehrer aufgab, um sich ganz der Förderung seiner Tochter zu widmen. Ihre jüngere Schwester K. Chandra Hawsa (geboren 1988) ist ebenfalls Schachspielerin, die im April 2005 ihre höchste Elo-Zahl von 2305 erreichte, aber seit November 2005 keine gewertete Partie mehr gespielt hat.

## Preise und Auszeichnungen
Sie gewann mehrere Jugendweltmeistertitel der Mädchen in verschiedenen Altersklassen: 1997 (U10 in Cannes), 1998 (U12 in Oropesa del Mar), 2000 (U14 in Oropesa del Mar) sowie 2001 die Juniorenweltmeisterschaft (U20) der Frauen in Athen. 1999 gewann sie in Sangli die Commonwealth-Meisterschaft der Mädchen U18 und 2000 in Mumbai die Juniorenmeisterschaft von Asien. 2000 und 2002 gewann sie jeweils die Frauenmeisterschaft von Großbritannien, an der auch Spielerinnen aus dem Commonwealth teilnehmen konnten.
Den Titel einer Frauengroßmeisterin (WGM) erhielt sie 2001, den Großmeistertitel (GM) 2002. Ihre erste von drei erforderlichen Normen für diesen Titel hatte sie bereits im Juni 2001 bei einem Turniersieg beim First Saturday in Budapest erzielt. Bei der Schachweltmeisterschaft der Frauen 2004 in Elista erreichte Humpy das Halbfinale.
K. Humpy wurde 2004 mit dem Arjuna Award 2003 ausgezeichnet und erhielt 2007 den Orden Padma Shri.
Im Juli 2005 gewann sie den Nord-Ural-Cup, ein stark besetztes Frauenturnier in Krasnoturjinsk, bei dem sie Weltmeisterin Antoaneta Stefanowa und Europameisterin Alexandra Kostenjuk hinter sich lassen konnte. Bei der Frauen-Weltmeisterschaft 2008 in Naltschik scheiterte sie im Halbfinale nach Tie-Break an Hou Yifan. Im März 2009 gewann sie den FIDE Women’s Grand Prix in Istanbul mit 8,5 Punkten aus 11 Partien.
Bei der Turnierserie FIDE Women’s Grand Prix 2011–2012 belegte sie hinter der amtierenden Weltmeisterin Hou Yifan den zweiten Platz. Im Falle einer erfolgreichen Titelverteidigung Hou Yifans bei der Schachweltmeisterschaft der Frauen 2012 wäre Humpy somit Herausforderin des Zweikampfs um den Weltmeisterinnentitel 2013 geworden. Da Hou Yifan jedoch den Titel an Anna Uschenina verlor, wurde die Chinesin als Grand-Prix-Siegerin selbst zur Herausforderin.
Im Februar 2015 belegte sie den dritten Platz der Frauenweltrangliste. Nach Judit Polgár erreichte Humpy als zweite Frau eine Elo-Zahl von über 2600.
Im Dezember 2019 wurde sie Weltmeisterin im Schnellschach. Sie erzielte mit Schwarz in gewonnener Stellung im Armageddon des Tie-Breaks ein Remis durch dreimalige Zugwiederholung gegen die chinesische Großmeisterin Lei Tingjie. Nach Runde 12 des regulären Turniers lag sie mit 9 aus 12 gleichauf mit der Chinesin. Im Februar 2020 gewann sie mit sechs Punkten aus neun Partien den Cairns Cup in St. Louis vor der amtierenden Weltmeisterin Ju Wenjun.
Sie wurde als BBC Indian Sportswoman of the Year 2020 ausgezeichnet.
Im Dezember 2024 gewann sie mit 8,5 aus 11 die Schnellschachweltmeisterschaft der Frauen.

## Nationalmannschaft
Humpy nahm mit der indischen Nationalmannschaft der Frauen an den Schacholympiaden 2004, 2006, 2018 und 2022 sowie den Mannschaftsweltmeisterschaften 2011 und 2015 teil. 2011 erreichte sie am Spitzenbrett das beste Einzelergebnis und gleichzeitig die beste Eloleistung aller Teilnehmerinnen, 2015 das drittbeste Ergebnis am ersten Brett. Mit der indischen Nationalmannschaft nahm sie an der asiatischen Mannschaftsmeisterschaft 2003 sowie den Schachwettbewerben der Asienspiele 2006 und der Hallen-Asienspiele 2007 teil. 2006 gewann sie sowohl die Einzelkonkurrenz im Schnellschach als auch den Mannschaftswettbewerb im klassischen Schach.

## Vereine
In der chinesischen Mannschaftsmeisterschaft spielte K. Humpy 2008 bei Hebei Steel Circle, 2013 beim Meister Tianjin Nankai University und 2019 beim Chengdu Beilei Youth Chess Club. Am European Club Cup der Frauen nahm sie sechsmal mit CE Monte Carlo teil und gewann den Wettbewerb 2007, 2008, 2010, 2012 und 2013. In der Einzelwertung erreichte sie 2007, 2009 und 2010 am ersten, 2012 und 2013 am zweiten Brett das beste Ergebnis.